# Radiador

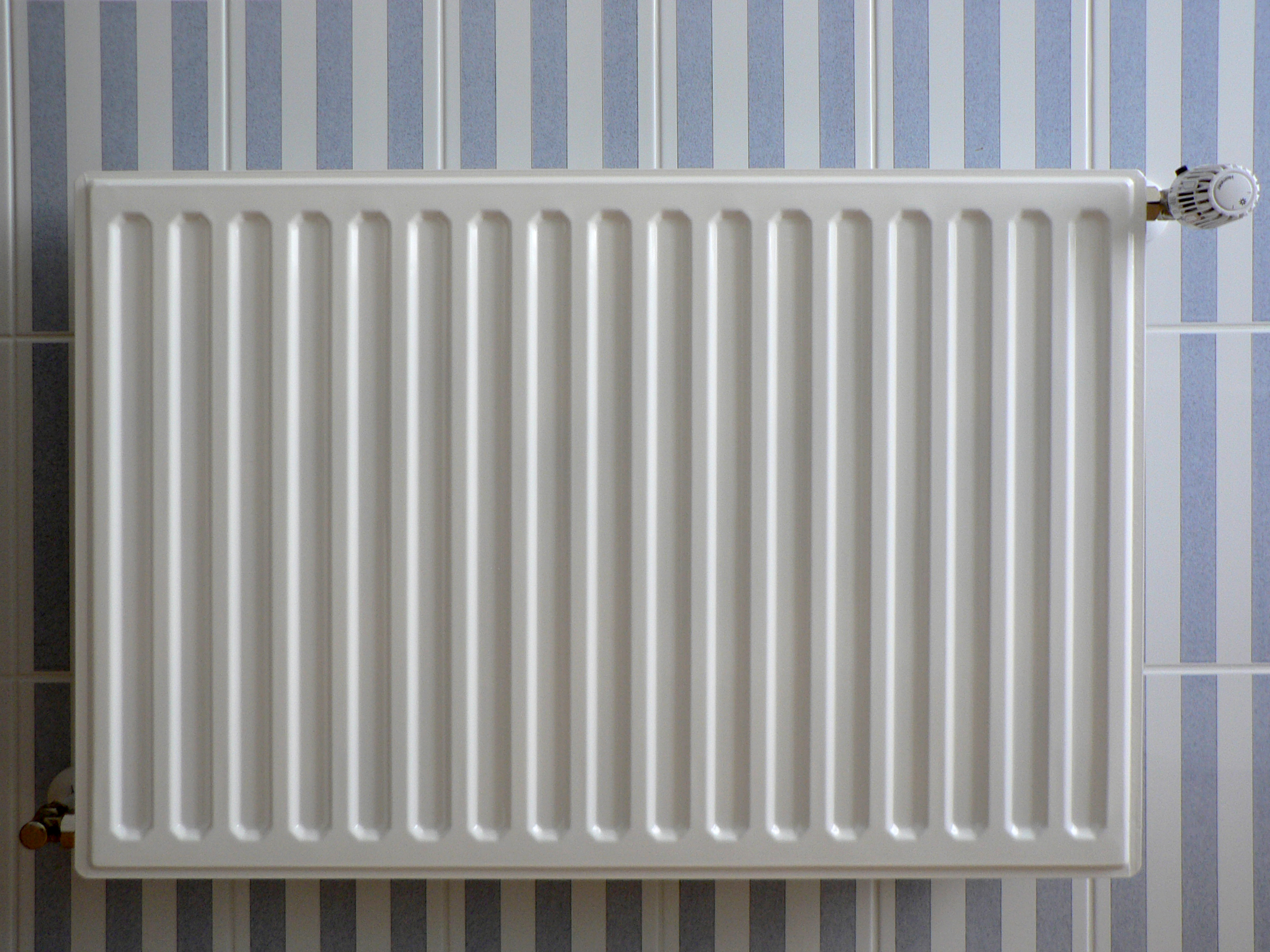
Un modern radiador de calefacció central.

Un  radiador  és un tipus d'emissor de calor. La seva funció és intercanviar calor del sistema de calefacció per cedir-lo a l'ambient, i és un dispositiu sense parts mòbils ni producció de calor. Forma part de les instal·lacions centralitzades de calefacció. Quan el dispositiu té la funció contrària s'anomena dissipador.

## Característiques
El nom de radiador prové del fet que al principi, quan es va inventar, se suposava que la calor s'intercanviava per radiació però, donada l'escassa superfície que presenta, només en pocs casos això és cert, quan la seva temperatura superficial supera els 70 °C. La majoria del temps (amb els sistemes normals de regulació) no s'arriba a aquesta temperatura i la major part de la calor s'intercanvia per convecció.
L'emissió (o dissipació) de calor d'un radiador, depèn de la diferència de temperatures entre la superfície i l'ambient que l'envolta i de la quantitat de superfície en contacte amb aquest ambient. Com més superfície d'intercanvi i major diferència de temperatura, major és l'intercanvi.
Sovint es diu radiador a un aparell que s'escalfa per una resistència elèctrica, però d'acord amb la definició anterior, això seria una estufa, ja que produeix el seu propi calor. Encara que en aquest cas no hi ha emissió de gasos o altres substàncies, com a mínim en el lloc on es consumeix l'energia, pot haver, i important, en el lloc de producció de l'energia elèctrica. La diferència entre un radiador i una estufa o calefactor és que en el radiador no hi ha producció d'energia, es limita a ser un dissipador de la calor que arriba al radiador generalment per una xarxa de canonades per les quals circula aigua escalfada en un dispositiu productor de calor (caldera, generalment) situat en un altre lloc.
Un radiador necessita un manteniment consistent en un purgat diari, pel qual s'elimina l'aire que hagi entrat en les canonades impedint l'entrada d'aigua calenta als elements que conformen el radiador. A part del purgador, un radiador ha de tenir una entrada d'aigua calenta amb una clau de pas, i una sortida per a aigua refredada amb una altra clau que serveix per a l'equilibrat hidràulic i per desmuntar el radiador, que es diu detentor.
Quan un emissor de calor té, a part de l'intercanviador, un ventilador per accelerar la seva acció, s'anomena convector (de vegades més conegut pel seu nom en anglès: « fan coil »).
va ser així